# 道德恐慌
道德恐慌（英語：Moral panic）是根據對特定個體或團體發起大眾運動，對於不瞭解或不合社會主流價值的個人或團體給予打壓，通常經過媒體炒作。另外道德恐慌也可能半自發的發生。群眾歇斯底里（mass hysteria）可能是運動的元素之一，但道德恐慌與群眾歇斯底里不同的是有特定的打擊目標且通常是對之的憤怒的表達而不是不成熟的恐懼。道德恐慌經常與性的議題有關並牽涉到新或廣泛散佈的都會傳奇，這種恐慌有時可能造成暴動。

## 源起
道德恐慌一詞由史丹利·高咸提出，他於1972年著有《Folk devils and moral panics》一書，以道德恐慌來形容1960年代英國媒體如何描述當時的青年文化，和引起的社會反響。他指出，媒體傾向於用重複報導一種反社會行為，令公眾對某一特定社群產生恐懼和加以打壓。這種恐慌往往由一次特別嚴重的個別事件引起，令社會過份關注某一問題，如槍械問題、童黨問題、家庭暴力等。

## 有關文獻
1. ↑  Stanley Cohen. . 1972年 （英语）.